# GABEZ
GABEZ是日本的舞蹈、舞台表演二人組。

## 經歷
成員MASA與hitoshi在累積了十年的舞蹈經驗後，於2007年開始組團活動，在世界各地登台演出。
2021年7月23日他們在2020年東京奧運開幕式與默劇團體が～まるちょば一起表演「LET THE GAMES BEGIN」。